# Пйотр Штомпка
Пйотр Штомпка (пол. Piotr Sztompka, 2 березня 1944, Варшава) — польський соціолог, доктор гуманітарних наук, світове визнання отримав завдяки своїм роботам з теорії соціальної довіри.
Працює на посаді професора соціології Яґеллонського університету, Вищої Європейської Школи ім. ксьондза Юзефа Тішнера в Кракові, є співробітником Collegium Invisibile у Варшаві, а також часто викладає як гостьовий професор у Каліфорнійському університету у Лос-Анджелесі, Колумбійському університеті в Нью-Йорку, Мічига́нському університе́ті, Університеті Джонса Гопкінса, Римському університеті ла Сапієнца.

## Біографія
У 1966 році закінчив юридичний факультет Яґеллонського університету, а 1967 — магістратуру із соціології в Інституті соціології цього ж університету. У період 1972—1974 років навчався за програмою Фулбрайта в Берклі. З 1974 р. працював тут на кафедрі соціології на посаді асистента, а пізніше як професор.
У 1970 році здобув ступінь доктора наук, а у 1974 — габілітацію. У 1980 р. здобув звання ад'юнкт-професора гуманітарних наук, а у 1987 — професора.
Уся наукова кар'єра Штомпка пов'язана з роботою в Інституту соціології Яґеллонського університету. Тут він обійняв посаду керівника кафедри теоретичної соціології.
Він є дійсним членом Польської академії наук та активним учасником національного Польського наукового товариства. З 1996 по 2003 роки був директором Комітету соціології ПАН, а у період 2002—2006 — головою Міжнародної соціологічної асоціації.

## Науковий доробок
У 1970-х роках Штомпка підтримував тісну співпрацю з американським соціологом Робертом Мертоном, який помітно вплинув на його науковий світогляд.
Основними поняттями наукових інтересів Штомпки виступають соціальні явища довіри, соціальних змін, а останнім часом візуальної соціології.
Він є автором цілого ряду праць з соціології, серед іншого академічних підручників. Його науковий інтерес стосується проблем суспільних змін і понять соціальної системи, використовуючи доробок функціоналізму, а також досліджує питання становлення суспільства. Частина його праць присвячена візуальній соціології або соціології повсякденного життя.

### Культурна травма
Культурною травмою Штомпка називає зсуви в соціальному середовищі, що змінюють умови життя і правила гри. Ознакою травми є високий рівень недовіри в суспільстві, песимістичний погляд на майбутнє, ностальгія за минулим, емоційна переоцінка історії, політична апатія